# 亜塩素酸
亜塩素酸（あえんそさん、英: chlorous acid）は、塩素のオキソ酸の一種で、化学式 HClO2 の化合物。O=Cl-OH のように、中心の塩素原子にヒドロキシ基1つと酸素原子が1つついた構造である。塩素の酸化数は+3（塩素酸よりも酸化数が少ないため「亜」が付く）。

## 性質
中程度の酸である。漂白にも使われる。
遊離酸は非常に不安定で、不均化により容易に塩素酸を生じやすいが、塩は安定。 これらの塩は二酸化塩素の生産に使用される。遊離酸としての亜塩素酸は、亜塩素酸バリウム等の水溶液に硫酸等の強酸を通じ、沈殿を濾別すると得られる。室温では容易に二酸化塩素と次亜塩素酸に分解するため低温下で生成することになる。
{\displaystyle {\ce {Ba(ClO2)2\ + H2SO4 -> 2HClO2\ + BaSO4}}}

## 亜塩素酸塩
亜塩素酸塩は危険物第1類である。
- 亜塩素酸ナトリウム
- 亜塩素酸カリウム
- 亜塩素酸銅